# Dýrðin
Dýrðin är ett isländskt indiepop/tweepopband, grundat i huvudstaden Reykjavik 1994. 

## Biografi
Einar och Magnús, svom tidigare spelat i flera underground-rockband under flera år startade ett band tillsammans med Þorvaldur Gröndal för att producera knepiga popsånger i Magnús sovrum. Till sin hjälp hade de en gammal keyboard och en Dr. Rhythm trummaskin. De spelade in musiken på en Tascam 4-spårs Portastudio.
De insåg snart att dessa låtar behövde en kvinnlig röst, och Einars syster Hafdis rekryterades snart och låten Hunangsdropar spelades in i studio. Enligt bandet blev låten bra och Hafdís fick fortsätta vara kvar i bandet.
Bandet tog därefter en lång paus och igen 2003 tog de upp projektet Dýrðin igen. Bandmedlemmarna träffades för att skriva nya låtar samt förbättrade de tidigare låtarna. En tidigare medlem i bandet, Doddi, hoppade av för att grunda bandet Trabant.
Bandet åkte till USA 2005 och medverkade på en popfestival, Popfest, i Northampton, där de spelade med band som Trembling Blue Stars, Colin Clary and the Magogs, The Besties, The Metric Mile, The Sharp Things och The Nuclear Waste Management Club.
Dýrðin gav ut sin första självbetitlade skiva, Dýrðin, på det amerikanska skivbolaget Skipping Stones Records 3 oktober 2006 och håller nu på med sitt nästa album.

## Medlemmar
- Hafdís Hreiðarsdóttir - sång
- Einar Hreiðarsson - gitarr
- Magnús Hákon Axelsson - bas
- Þórarinn Kristjánsson - trummor
- Sigrún Eiríksdóttir - keyboard

## Diskografi
- 2006 – Dýrðin